# Cathédrale Notre-Dame-du-Rosaire de Kisangani
Pour les articles homonymes, voir Cathédrale Notre-Dame-du-Rosaire.
La cathédrale Notre-Dame du Rosaire, est un édifice religieux appartenant à l'Église catholique, situé dans la ville de Kisangani (anciennement Stanleyville) dans la province de la Tshopo (anciennement province de l'Est) en république démocratique du Congo.

## Historique
Son histoire remonte à 1899. Elle est restaurée à plusieurs reprises. Les trois dernières batailles entre les armées du Rwanda et de l'Ouganda pour le contrôle d'un port du Congo ont causé des dégâts au bâtiment. 
La cathédrale suit le rite romain ou latin et se distingue par le siège de l'archidiocèse métropolitain de Kisangani (ou Archidiocèse de Kisangani) créé par le pape Jean XXIII.
Le pape Jean-Paul II visite la cathédrale en mai 1980. Elle est sous la responsabilité pastorale de Marcel Utembi Tapa.[réf. nécessaire]